# قادرخان انوشیروانی
قادر انوشیروانی (۱۲۷۶–۱۳۳۲) از مالکان سقز و سران ایل فیض الله بیگی این شهر و نماینده مردم سقز و بانه در دوره دهم مجلس شورای ملی بود.

## دوران فعالیت
قادرخان انوشیروانی در دورانی به مجلس شورای ملی رفت که کشور در دوران رضا خان پهلوی به ثبات نسبی رسیده بود. او در اقتراع شعب دوره دهم مجلس در شعبه سوم قرار گرفت. او از بستگان خلیل خان فرزند آقا شیربیگ و مالک روستاهای قیلسون و باغلوجه رئیس ایل فیض اله بیگی سقز بود که خلیل خان دو بار به طرفداری از مردم بیچاره و بی پناه و غارت شده سقز به ویژه یهودی هائی که صدها سال در میان مردم شهر و روستا ادغام شده بودند به ارگانهای حکومتی ظالم سقز حمله کرده و آنها را بیرون کرد و شهر را به ماژور نصرالله خان که فرمانده هشتصد نفر نظامی اعزام شده از مرکز بود تحویل داد تا مردم بکار و کسب خود بپردازند. دوره دهم مجلس شورای ملی در ۱۵ خرداد ۱۳۱۴ بازگشایی شد و در ۲۲ خرداد ۱۳۱۶ به پایان رسید. ریاست مجلس دهم حسن اسفندیاری محتشم السلطنه بود و در این دوره ۱۳۷ نماینده از شهرهای مختلف به مجلس راه یافتند. اعتبارنامه عدل الملک (رئیس دوره های هفتم تا نهم) رد شد. علی اکبر اسدی سلب مصونیت شد و به زندان افتاد. مصونیت سید علیرضا احتشام زاده نیز در اردیبهشت ۱۳۱۵ سلب شد. در این دوره، ۱۳۵ قانون از جمله قانون تشکیلات مؤسسه راه آهن دولتی ایران، قانون بیمه و قانون دفتر اسناد رسمی به تصویب رسید.